# Coupe Davis 2013
Navigation
Édition précédente Édition suivante
La Coupe Davis 2013 est la 102e édition de ce tournoi de tennis professionnel masculin par nations. Les rencontres se déroulent du 1er février au 17 novembre dans différents lieux.
La Tchéquie remporte son 2e saladier d'argent grâce à sa victoire en finale face à la Serbie par trois victoires à deux.

## Contexte
Le "Groupe Mondial" de l'édition 2013 de la Coupe Davis met aux prises 16 équipes sélectionnées en fonction de leurs résultats durant l'édition précédente :
- les nations ayant atteint les quarts de finale (1re ligne),
- les nations ayant remporté leur match de barrage (2e ligne).

| Groupe Mondial  |                |                 |                 |               |               |             |              |
| Tchéquie (V)    | Espagne (F)    | États-Unis (DF) | Argentine (DF)  | Autriche (QF) | France (QF)   | Serbie (QF) | Croatie (QF) |
| Kazakhstan (HF) | Allemagne (HF) | Israël (Gr I)   | Belgique (Gr I) | Canada (HF)   | Brésil (Gr I) | Italie (HF) | Suisse (HF)  |

Le tournoi se déroule en parallèle dans les groupes inférieurs des zones continentales, avec pour enjeu d'accéder au groupe supérieur. Un total de 125 nations participent à la compétition :
- 16 dans le "Groupe Mondial",
- 22 dans la "Zone Amérique",
- 34 dans la "Zone Asie/Océanie",
- 53 dans la "Zone Afrique/Europe".

## Déroulement du tournoi

### Huitièmes de finale

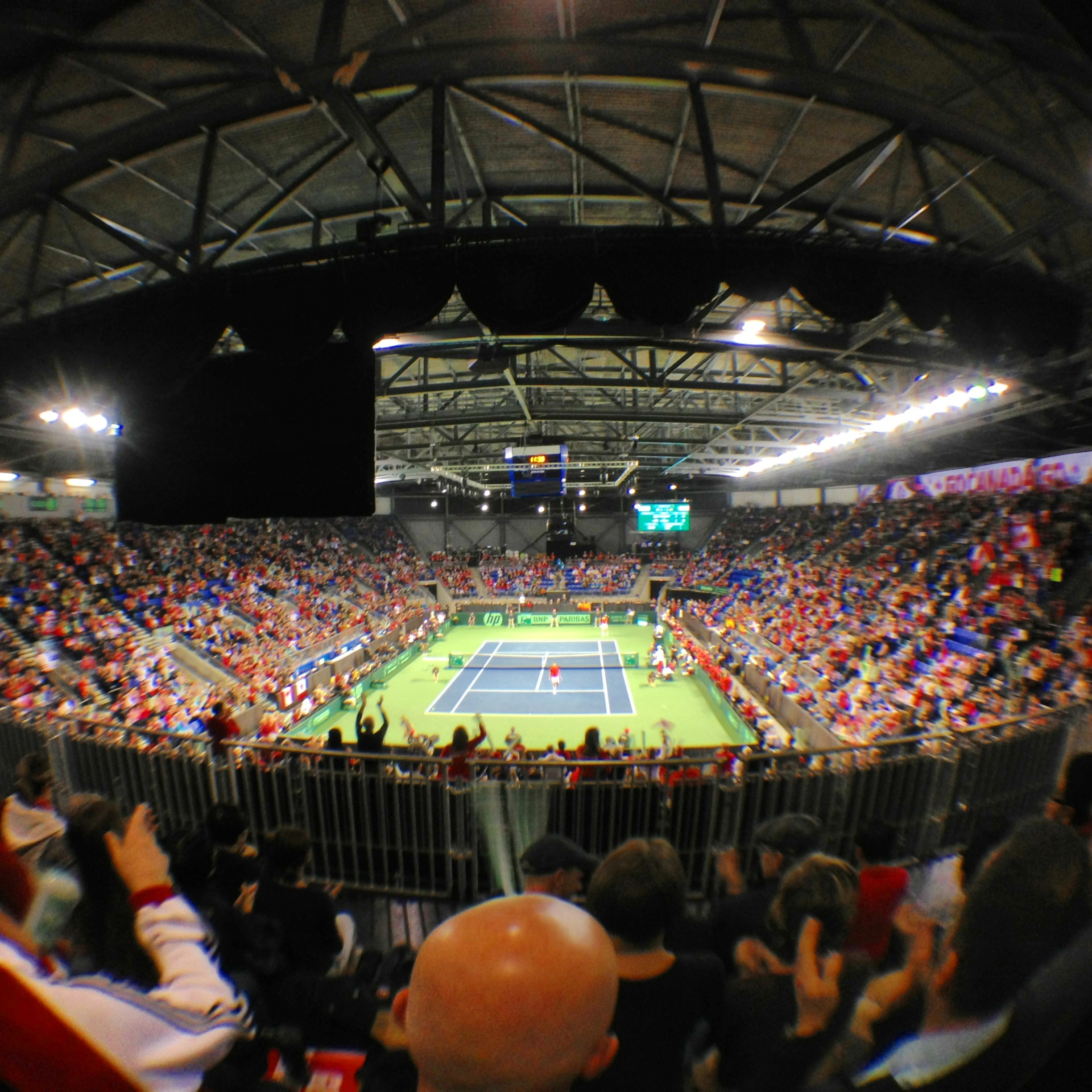
Canada-Espagne au 1er tour.

Le 1er tour de l'édition 2013 de la Coupe Davis se tient du 1er au 3 mars. Dans la première rencontre l'Espagne, trois fois vainqueur et une fois finaliste sur les cinq dernières éditions, doit compter sans ses quatre meilleurs joueurs en simple David Ferrer, Rafael Nadal, Nicolás Almagro et Fernando Verdasco, respectivement 4e, 5e, 12e et 24e au classement ATP. En leur absence, la logique est respectée et Milos Raonic et Frank Dancevic, à domicile, remporte à eux-deux les trois matches nécessaires au Canada pour atteindre son premier quart de finale depuis l'instauration du Groupe Mondial en 1981,. Les Espagnols ne parviennent qu'à gagner le double, les spécialistes Marc López et Marcel Granollers (no 3 et 4 de la discipline) prenant finalement le dessus sur Daniel Nestor (no 5) et Vasek Pospisil à l'issue d'un match tendu. Ainsi éliminés d'entrée, ils devront jouer leur maintien dans le Groupe Mondial au cours d'un barrage face à l'Ukraine. De leur côté les Italiens, chez eux, laissent deux victoires à Marin Čilić, 11e mondial et leader de l'équipe croate, pour remporter collectivement les trois autres matches dont le double, et ainsi accéder au tour suivant.
Pas de surprise non plus dans le duel se nouant à Charleroi entre la Belgique et la Serbie. Même sans le no 9 mondial Janko Tipsarević, les Serbes peuvent encore compter sur Novak Djokovic, no 1 mondial et tout juste vainqueur de l'Open d'Australie pour la quatrième fois, de retour après son abandon contre Juan Martín del Potro en demi-finales de la Coupe Davis 2011, mais également sur Viktor Troicki, no 44 en simple, et Nenad Zimonjić, no 22 en double. En face, seul le leader David Goffin est classé dans le top 100 (no 51, en simple). Malgré leur résistance, les Belges s'inclinent logiquement dès samedi, et se retrouvent contraints de disputer eux aussi les barrages. C'est beaucoup plus indécis en revanche entre les États-Unis et le Brésil. Chez eux, les no 15 John Isner et no 23 Sam Querrey s'imposent sans grande difficulté face à Thomaz Bellucci et Thiago Alves, classés en dehors du top 30, mais les Brésiliens parviennent ensuite à remporter le double et le troisième simple, avec des victoires surprises de Bruno Soares et Marcelo Melo sur les frères Bryan, puis de Belluci sur Isner, les deux fois en cinq sets accrochés. C'est finalement Querrey qui qualifie les Américains, en battant Alves dans le dernier simple, en quatre manches.
En bas de tableau, la France n'a aucun mal à se défaire de la modeste Israël. À domicile, les tricolores remportent sans peine leurs cinq matches, face à une équipe qui ne compte aucun joueur dans le top 100 en simple. Le scénario est quasi identique à Buenos Aires, avec un carton plein de l'Argentine contre l'Allemagne. Si Carlos Berlocq s'impose sur le fil dans le premier match, en profitant de l'abandon de Philipp Kohlschreiber, blessé à la cuisse gauche, alors qu'il menait 5-4 dans la cinquième manche, c'est plus facile pour Juan Mónaco contre Florian Mayer et pour la paire Nalbandian-Zeballos face à Tobias Kamke et Christopher Kas, victorieux chaque fois en quatre sets. De son côté le Kazakhstan, à domicile, surprend l'Autriche en ne lui laissant que le point du double. La déception vient surtout du meneur Jürgen Melzer, encore top 10 deux ans avant et toujours classé parmi les cinquante meilleurs à l'ATP, qui n'arrive à prendre aucun set ni à Evgeny Korolev ni à Andrey Golubev, tous deux pourtant au-delà de la 100e place mondiale.
Dans la dernière rencontre, la Suisse accueille la Tchéquie, tenante du titre. En l'absence du no 2 mondial Roger Federer, c'est Stanislas Wawrinka, no 17 qui prend les rênes de l'équipe helvète. Il remporte son premier simple contre Lukáš Rosol mais chute au second contre Tomáš Berdych, classé 6e à l'ATP. Il perd surtout avec Marco Chiudinelli en double, contre les deux mêmes, à l'issue d'un match homérique clos en 7 h 2 sur le score de 24-22 dans la dernière manche. Plusieurs records de la Coupe Davis sont battus à cette occasion, à commencer par ceux du match le plus long et du plus grand nombre de jeux inscrits (91). Henri Laaksonen, 276e mondial, ayant entretemps logiquement cédé contre le leader tchèque (non sans tout de même lui avoir pris un set), les Suisses s'inclinent et laissent leurs adversaires se qualifier pour les quarts de finale.

### Quarts de finale
Le premier des quarts de finale, qui ont lieu du 5 au 7 avril, voit le Canada recevoir l'Italie, toujours au Thunderbird Sports Centre de Vancouver. Milos Raonic (no 16 mondial) bat sans problème Fabio Fognini (no 31), puis venge Vasek Pospisil (140e) en disposant d'Andreas Seppi (18e). Il signera 60 aces tout au long de ces deux matches. Grâce à la victoire de Pospisil associé au pilier du double Daniel Nestor sur la paire Fognini-Bracciali, les Canadiens se qualifient 3-1 pour leur première demi-finale depuis un siècle.

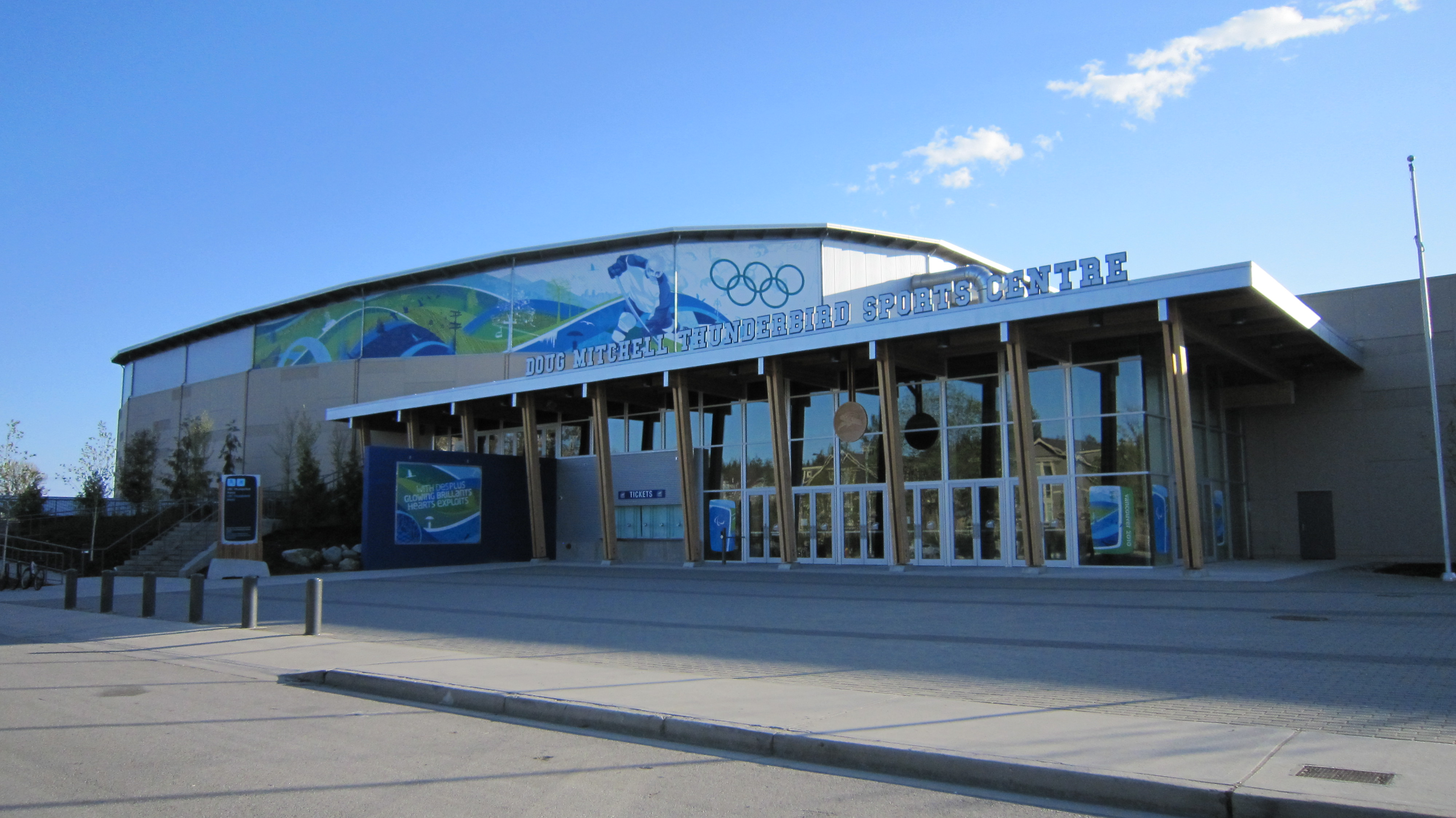
Le Thunderbird Sports Centre, où se tient la rencontre Canada-Italie.

Les États-Unis ratent l'occasion d'un derby d'Amérique du Nord, puisqu'ils s'inclinent à domicile face à la Serbie. Novak Djokovic, en tête du classement ATP, bat d'abord sans peine le 23e mondial John Isner, mais Sam Querrey, 20e, redonne espoir aux siens en venant à bout de Viktor Troicki en cinq sets. La surprenante paire Ilija Bozoljac - Nenad Zimonjić crée alors l'exploit en écartant les frères Bryan 15-13 dans la dernière manche, avant que le leader serbe ne finisse le travail contre Querrey, sous anti-inflammatoires après s'être tordu la cheville droite en début de partie. Le capitaine américain Jim Courier estimera pour sa part son joueur victime d'une blessure à l'épaule droite, l'empêchant de servir aussi bien qu'il en a l'habitude.
En l'absence du 7e mondial Juan Martín del Potro, la France se déplace en Argentine dans la peau de favorite. Mais si Jo-Wilfried Tsonga, no 8 au classement, remporte ses deux simples contre Juan Mónaco et Carlos Berlocq (no 19 et 71), son comparse Gilles Simon, touché au dos en raison, dira-t-il, d'une trop grande crispation, s'incline contre les deux mêmes. Le 13e mondial était déjà là en remplacement de Richard Gasquet, 9e, forfait à cause d'un problème à la cheville. Les Sud-Américains s'imposent finalement grâce à une victoire surprise en double, où leur paire David Nalbandian - Horacio Zeballos écarte en quatre sets le duo pourtant d'expérience Michaël Llodra - Julien Benneteau. C'est la première défaite des tricolores en Coupe Davis face à leurs rivaux argentins.
Dans la dernière rencontre, les vainqueurs sortants tchèques, même privés de leur pilier Tomáš Berdych, mettent fin au parcours de l'étonnante équipe kazakhe. Sans son partenaire habituel, remplacé par un Jan Hájek peu à l'aise, Radek Štěpánek laisse rapidement filer le double, mais les simples se déroulent mieux avec cette fois une belle victoire pour Hájek contre Mikhail Kukushkin, à laquelle s'en ajoutent deux de Lukáš Rosol contre Andrey Golubev et Evgeny Korolev. L'équipe du capitaine Jaroslav Navratil accède ainsi aux demi-finales pour sa quatrième fois lors des cinq dernières saisons.

### Demi-finales
En demi-finales, du 13 au 15 septembre, la Serbie reçoit le Canada à Belgrade, les deux équipes se présentant dans des configurations très proches de celles en quarts. Comme dans la rencontre précédente, Novak Djokovic n'a aucun mal à remporter ses deux simples, même contre le leader adverse et no 11 mondial Milos Raonic. Ce dernier remporte quant à lui son duel avec Janko Tipsarević, appelé en remplacement de Viktor Troicki, dans un cinq sets accroché, et de même, le choc du double vire finalement à l'avantage des canadiens Vasek Pospisil et Daniel Nestor à l'issue d'un âpre combat. Mais dans le dernier match, Pospisil, remonté au 41e rang ATP, est encore trop juste pour empêcher Tipsarević (no 23) de s'imposer en trois manches, et donner aux Serbes le droit de participer à la deuxième finale de leur histoire, trois ans après leur sacre en 2010.
Le scénario est beaucoup plus tranquille pour la Tchéquie, qui accueille l'Argentine dans l'autre demi-finale. Moins à l'aise sur dur, et privés de Juan Martín del Potro et David Nalbandian, les hommes du capitaine Martin Jaite s'inclinent dès samedi. Le vétéran tchèque Radek Štěpánek écrase d'abord Juan Mónaco, pourtant classé trente places avant lui, puis c'est au tour du leader Tomáš Berdych de faire jouer son statut en écartant Leonardo Mayer en quatre sets. Les « Stepych » expédient ensuite le double face à la paire Carlos Berlocq - Horacio Zeballos, et ainsi offrent à leur pays une deuxième finale d'affilée.

### Finale

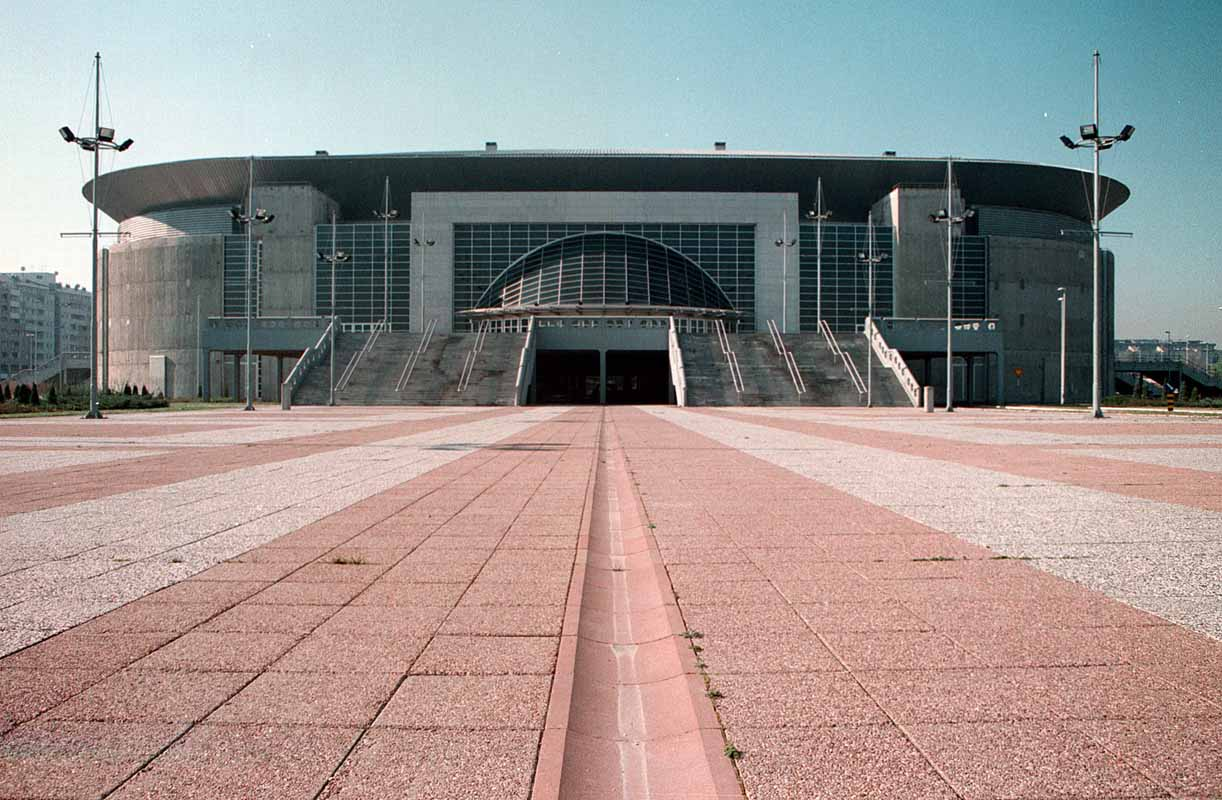
Le Kombank Arena où a lieu la finale.

Pour la finale, tenue du 15 au 17 novembre, la Serbie retourne au Kombank Arena où elle invite une Tchéquie déjà victorieuse l'année précédente. Cette dernière doit compter sans son capitaine Jaroslav Navrátil, victime une semaine avant d'une embolie pulmonaire qui l'empêche de se rendre à Belgrade, et avec la présence de Novak Djokovic dans l'équipe adverse. Le no 1 mondial remporte sans difficulté ses deux simples contre Radek Štěpánek et Tomáš Berdych, mais les deux piliers tchèques lui rendent la pareille en infligeant la même correction à Dušan Lajović, classé en dehors du top 100 et qui n'aura pas gagné un seul match dans l'année. Janko Tipsarević et Viktor Troicki sont en effet absents, le premier en raison d'une blessure au talon et le second suspendu un an après avoir refusé un contrôle antidopage. C'est donc en fait le double samedi qui départage les deux nations. Ensemble, Berdych et Štěpánek (qui à 35 ans se hisse au 5e rang mondial de la discipline) ne font qu'une bouchée d'Ilija Bozoljac et Nenad Zimonjić. La Tchéquie décroche donc son deuxième Saladier d'Argent d'affilée, et le troisième de son histoire.
Avec sa victoire au dernier match contre Vesely, Štěpánek devient le premier joueur de l'histoire à remporter le simple décisif deux années de suite. Il était déjà devenu l'année passée le plus vieux joueur à donner la victoire à son pays dans le cinquième match.

## Résultats

### Groupe mondial
Les nations vaincues au 1er tour jouent leur maintien pour le groupe mondial lors du tour de barrage. Les autres sont directement qualifiées pour le groupe mondial 2014.

#### Tableau
Les nations numérotées sont les têtes de série, selon le classement de la fédération internationale de tennis au 17 septembre 2012.
|  | Huitièmes de finale 1 - 3 février           | Huitièmes de finale 1 - 3 février           |                |   | Quarts de finale 5 - 7 avril | Quarts de finale 5 - 7 avril |  |  | Demi-finales 13 - 15 septembre       | Demi-finales 13 - 15 septembre       |  |  | Finale 15 - 17 novembre     | Finale 15 - 17 novembre     |
|  | Huitièmes de finale 1 - 3 février           | Huitièmes de finale 1 - 3 février           |                |   | Quarts de finale 5 - 7 avril | Quarts de finale 5 - 7 avril |  |  | Demi-finales 13 - 15 septembre       | Demi-finales 13 - 15 septembre       |  |  | Finale 15 - 17 novembre     | Finale 15 - 17 novembre     |
|  |                                             |                                             |                |   |                              |                              |  |  |                                      |                                      |  |  |                             |                             |
|  | Vancouver, Canada (dur int.)                | Vancouver, Canada (dur int.)                |                |   | Vancouver, Canada (dur int.) | Vancouver, Canada (dur int.) |  |  | Belgrade, Serbie (terre battue int.) | Belgrade, Serbie (terre battue int.) |  |  | Belgrade, Serbie (dur int.) | Belgrade, Serbie (dur int.) |
|  | Vancouver, Canada (dur int.)                | Vancouver, Canada (dur int.)                |                |   | Vancouver, Canada (dur int.) | Vancouver, Canada (dur int.) |  |  | Belgrade, Serbie (terre battue int.) | Belgrade, Serbie (terre battue int.) |  |  | Belgrade, Serbie (dur int.) | Belgrade, Serbie (dur int.) |
|  | Espagne (1)                                 | 2                                           |                |   | Vancouver, Canada (dur int.) | Vancouver, Canada (dur int.) |  |  | Belgrade, Serbie (terre battue int.) | Belgrade, Serbie (terre battue int.) |  |  | Belgrade, Serbie (dur int.) | Belgrade, Serbie (dur int.) |
|  | Espagne (1)                                 | 2                                           |                |   | Vancouver, Canada (dur int.) | Vancouver, Canada (dur int.) |  |  | Belgrade, Serbie (terre battue int.) | Belgrade, Serbie (terre battue int.) |  |  | Belgrade, Serbie (dur int.) | Belgrade, Serbie (dur int.) |
|  | Canada                                      | 3                                           |                |   | Vancouver, Canada (dur int.) | Vancouver, Canada (dur int.) |  |  | Belgrade, Serbie (terre battue int.) | Belgrade, Serbie (terre battue int.) |  |  | Belgrade, Serbie (dur int.) | Belgrade, Serbie (dur int.) |
|  | Canada                                      | 3                                           | Canada         | 3 |                              |                              |  |  | Belgrade, Serbie (terre battue int.) | Belgrade, Serbie (terre battue int.) |  |  | Belgrade, Serbie (dur int.) | Belgrade, Serbie (dur int.) |
|  | Turin, Italie (terre battue int.)           |                                             | Canada         | 3 |                              |                              |  |  | Belgrade, Serbie (terre battue int.) | Belgrade, Serbie (terre battue int.) |  |  | Belgrade, Serbie (dur int.) | Belgrade, Serbie (dur int.) |
|  |                                             | Italie                                      | 1              |   |                              |                              |  |  | Belgrade, Serbie (terre battue int.) | Belgrade, Serbie (terre battue int.) |  |  | Belgrade, Serbie (dur int.) | Belgrade, Serbie (dur int.) |
|  | Croatie (7)                                 | Italie                                      | 1              | 2 |                              |                              |  |  | Belgrade, Serbie (terre battue int.) | Belgrade, Serbie (terre battue int.) |  |  | Belgrade, Serbie (dur int.) | Belgrade, Serbie (dur int.) |
|  | Croatie (7)                                 | Boise, ID, États-Unis (dur int.)            |                | 2 |                              |                              |  |  | Belgrade, Serbie (terre battue int.) | Belgrade, Serbie (terre battue int.) |  |  | Belgrade, Serbie (dur int.) | Belgrade, Serbie (dur int.) |
|  | Italie                                      | 3                                           |                |   |                              |                              |  |  | Belgrade, Serbie (terre battue int.) | Belgrade, Serbie (terre battue int.) |  |  | Belgrade, Serbie (dur int.) | Belgrade, Serbie (dur int.) |
|  | Italie                                      | 3                                           | Canada         | 2 |                              |                              |  |  |                                      |                                      |  |  | Belgrade, Serbie (dur int.) | Belgrade, Serbie (dur int.) |
|  | Charleroi, Belgique (terre battue int.)     |                                             | Canada         | 2 |                              |                              |  |  |                                      |                                      |  |  | Belgrade, Serbie (dur int.) | Belgrade, Serbie (dur int.) |
|  |                                             | Serbie (4)                                  | 3              |   |                              |                              |  |  |                                      |                                      |  |  | Belgrade, Serbie (dur int.) | Belgrade, Serbie (dur int.) |
|  | Serbie (4)                                  | Serbie (4)                                  | 3              | 3 |                              |                              |  |  |                                      |                                      |  |  | Belgrade, Serbie (dur int.) | Belgrade, Serbie (dur int.) |
|  | Serbie (4)                                  | Prague, Tchéquie (dur int.)                 |                | 3 |                              |                              |  |  |                                      |                                      |  |  | Belgrade, Serbie (dur int.) | Belgrade, Serbie (dur int.) |
|  | Belgique                                    | 2                                           |                |   |                              |                              |  |  |                                      |                                      |  |  | Belgrade, Serbie (dur int.) | Belgrade, Serbie (dur int.) |
|  | Belgique                                    | 2                                           | Serbie (4)     | 3 |                              |                              |  |  |                                      |                                      |  |  | Belgrade, Serbie (dur int.) | Belgrade, Serbie (dur int.) |
|  | Jacksonville, FL, États-Unis (dur int.)     |                                             | Serbie (4)     | 3 |                              |                              |  |  |                                      |                                      |  |  | Belgrade, Serbie (dur int.) | Belgrade, Serbie (dur int.) |
|  |                                             | États-Unis (6)                              | 1              |   |                              |                              |  |  |                                      |                                      |  |  | Belgrade, Serbie (dur int.) | Belgrade, Serbie (dur int.) |
|  | États-Unis (6)                              | États-Unis (6)                              | 1              | 3 |                              |                              |  |  |                                      |                                      |  |  | Belgrade, Serbie (dur int.) | Belgrade, Serbie (dur int.) |
|  | États-Unis (6)                              | Buenos Aires, Argentine (terre battue ext.) |                | 3 |                              |                              |  |  |                                      |                                      |  |  | Belgrade, Serbie (dur int.) | Belgrade, Serbie (dur int.) |
|  | Brésil                                      | 2                                           |                |   |                              |                              |  |  |                                      |                                      |  |  | Belgrade, Serbie (dur int.) | Belgrade, Serbie (dur int.) |
|  | Brésil                                      | 2                                           | Serbie (4)     | 2 |                              |                              |  |  |                                      |                                      |  |  |                             |                             |
|  | Rouen, France (dur int.)                    |                                             | Serbie (4)     | 2 |                              |                              |  |  |                                      |                                      |  |  |                             |                             |
|  |                                             | Tchéquie (2)                                | 3              |   |                              |                              |  |  |                                      |                                      |  |  |                             |                             |
|  | Israël                                      | Tchéquie (2)                                | 3              | 0 |                              |                              |  |  |                                      |                                      |  |  |                             |                             |
|  | Israël                                      |                                             |                | 0 |                              |                              |  |  |                                      |                                      |  |  |                             |                             |
|  | France (5)                                  | 5                                           |                |   |                              |                              |  |  |                                      |                                      |  |  |                             |                             |
|  | France (5)                                  | 5                                           | France (5)     | 2 |                              |                              |  |  |                                      |                                      |  |  |                             |                             |
|  | Buenos Aires, Argentine (terre battue ext.) |                                             | France (5)     | 2 |                              |                              |  |  |                                      |                                      |  |  |                             |                             |
|  |                                             | Argentine (3)                               | 3              |   |                              |                              |  |  |                                      |                                      |  |  |                             |                             |
|  | Allemagne                                   | Argentine (3)                               | 3              | 0 |                              |                              |  |  |                                      |                                      |  |  |                             |                             |
|  | Allemagne                                   | Astana, Kazakhstan (terre battue int.)      |                | 0 |                              |                              |  |  |                                      |                                      |  |  |                             |                             |
|  | Argentine (3)                               | 5                                           |                |   |                              |                              |  |  |                                      |                                      |  |  |                             |                             |
|  | Argentine (3)                               | 5                                           | Argentine (3)  | 2 |                              |                              |  |  |                                      |                                      |  |  |                             |                             |
|  | Astana, Kazakhstan* (terre battue int.)     |                                             | Argentine (3)  | 2 |                              |                              |  |  |                                      |                                      |  |  |                             |                             |
|  |                                             | Tchéquie (2)                                | 3              |   |                              |                              |  |  |                                      |                                      |  |  |                             |                             |
|  | Autriche                                    | Tchéquie (2)                                | 3              | 1 |                              |                              |  |  |                                      |                                      |  |  |                             |                             |
|  | Autriche                                    |                                             |                | 1 |                              |                              |  |  |                                      |                                      |  |  |                             |                             |
|  | Kazakhstan (8)                              | 3                                           |                |   |                              |                              |  |  |                                      |                                      |  |  |                             |                             |
|  | Kazakhstan (8)                              | 3                                           | Kazakhstan (8) | 1 |                              |                              |  |  |                                      |                                      |  |  |                             |                             |
|  | Genève, Suisse (dur int.)                   |                                             | Kazakhstan (8) | 1 |                              |                              |  |  |                                      |                                      |  |  |                             |                             |
|  |                                             | Tchéquie (2)                                | 3              |   |                              |                              |  |  |                                      |                                      |  |  |                             |                             |
|  | Suisse                                      | Tchéquie (2)                                | 3              | 2 |                              |                              |  |  |                                      |                                      |  |  |                             |                             |
|  | Suisse                                      |                                             |                | 2 |                              |                              |  |  |                                      |                                      |  |  |                             |                             |
|  | Tchéquie (2)                                | 3                                           |                |   |                              |                              |  |  |                                      |                                      |  |  |                             |                             |
|  | Tchéquie (2)                                | 3                                           |                |   |                              |                              |  |  |                                      |                                      |  |  |                             |                             |

* les équipes qui se rencontrent pour la 1re fois dans l'histoire de la compétition tirent au sort la nation qui reçoit.

#### Matchs détaillés

##### Huitièmes de finale
| | Canada | 3                              | - | 2 | Espagne |   |   |
| --- | ------ | ------------------------------ | - | - | ------- | - | - |
| Thunderbird Sports Centre, Vancouver, Canada |        |                                |   |   |         |   |   |
| du 1er au 3 février 2013 sur dur (int.) |        |                                |   |   |         |   |   |
| \| 1 \| \| Milos Raonic \| 6 \| 6 \| 6 \| 6 \| \| \| 1 \| \| Albert Ramos \| 7 \| 4 \| 4 \| 4 \| \| \| 2 \| \| Frank Dancevic \| 6 \| 6 \| 6 \| \| \| \| 2 \| \| Marcel Granollers \| 1 \| 2 \| 2 \| \| \| \| 3 \| \| Daniel Nestor - Vasek Pospisil \| 6 \| 4 \| 7 \| 3 \| 2 \| \| 3 \| \| Marcel Granollers - Marc López \| 4 \| 6 \| 64 \| 6 \| 6 \| \| \| \| \| \| \| \| \| \| \| 4 \| \| Milos Raonic \| 6 \| 6 \| 6 \| \| \| \| 4 \| \| Marcel Granollers \| 3 \| 4 \| 2 \| \| \| \| \| \| \| \| \| \| \| \| \| 5 \| \| Frank Dancevic \| 5 \| 4 \| \| \| \| \| 5 \| \| Albert Ramos \| 7 \| 6 \| \| \| \| \| \| \| \| \| \| \| \| \| |        |                                |   |   |         |   |   |
| 1 |        | Milos Raonic                   | 6 | 6 | 6       | 6 |   |
| 1 |        | Albert Ramos                   | 7 | 4 | 4       | 4 |   |
| 2 |        | Frank Dancevic                 | 6 | 6 | 6       |   |   |
| 2 |        | Marcel Granollers              | 1 | 2 | 2       |   |   |
| 3 |        | Daniel Nestor - Vasek Pospisil | 6 | 4 | 7       | 3 | 2 |
| 3 |        | Marcel Granollers - Marc López | 4 | 6 | 64      | 6 | 6 |
| |        |                                |   |   |         |   |   |
| 4 |        | Milos Raonic                   | 6 | 6 | 6       |   |   |
| 4 |        | Marcel Granollers              | 3 | 4 | 2       |   |   |
| |        |                                |   |   |         |   |   |
| 5 |        | Frank Dancevic                 | 5 | 4 |         |   |   |
| 5 |        | Albert Ramos                   | 7 | 6 |         |   |   |
| |        |                                |   |   |         |   |   |

| 1 |  | Milos Raonic                   | 6 | 6 | 6  | 6 |   |
| 1 |  | Albert Ramos                   | 7 | 4 | 4  | 4 |   |
| 2 |  | Frank Dancevic                 | 6 | 6 | 6  |   |   |
| 2 |  | Marcel Granollers              | 1 | 2 | 2  |   |   |
| 3 |  | Daniel Nestor - Vasek Pospisil | 6 | 4 | 7  | 3 | 2 |
| 3 |  | Marcel Granollers - Marc López | 4 | 6 | 64 | 6 | 6 |
|   |  |                                |   |   |    |   |   |
| 4 |  | Milos Raonic                   | 6 | 6 | 6  |   |   |
| 4 |  | Marcel Granollers              | 3 | 4 | 2  |   |   |
|   |  |                                |   |   |    |   |   |
| 5 |  | Frank Dancevic                 | 5 | 4 |    |   |   |
| 5 |  | Albert Ramos                   | 7 | 6 |    |   |   |
|   |  |                                |   |   |    |   |   |

| | Italie | 3                              | - | 2  | Croatie |     |   |
| --- | ------ | ------------------------------ | - | -- | ------- | --- | - |
| Palavela, Turin, Italie |        |                                |   |    |         |     |   |
| du 1er au 3 février 2013 sur terre battue (int.) |        |                                |   |    |         |     |   |
| \| 1 \| \| Paolo Lorenzi \| 1 \| 7 \| 6 \| 3 \| 2 \| \| 1 \| \| Marin Čilić \| 6 \| 6 \| 4 \| 6 \| 6 \| \| 2 \| \| Andreas Seppi \| 6 \| 62 \| 6 \| 6 \| \| \| 2 \| \| Ivan Dodig \| 2 \| 7 \| 4 \| 4 \| \| \| 3 \| \| Simone Bolelli - Fabio Fognini \| 3 \| 6 \| 6 \| 7 \| \| \| 3 \| \| Marin Čilić - Ivan Dodig \| 6 \| 1 \| 3 \| 611 \| \| \| \| \| \| \| \| \| \| \| \| 4 \| \| Andreas Seppi \| 3 \| 3 \| 5 \| \| \| \| 4 \| \| Marin Čilić \| 6 \| 6 \| 7 \| \| \| \| \| \| \| \| \| \| \| \| \| 5 \| \| Fabio Fognini \| 4 \| 6 \| 6 \| 6 \| \| \| 5 \| \| Ivan Dodig \| 6 \| 4 \| 4 \| 4 \| \| \| \| \| \| \| \| \| \| \| |        |                                |   |    |         |     |   |
| 1 |        | Paolo Lorenzi                  | 1 | 7  | 6       | 3   | 2 |
| 1 |        | Marin Čilić                    | 6 | 6  | 4       | 6   | 6 |
| 2 |        | Andreas Seppi                  | 6 | 62 | 6       | 6   |   |
| 2 |        | Ivan Dodig                     | 2 | 7  | 4       | 4   |   |
| 3 |        | Simone Bolelli - Fabio Fognini | 3 | 6  | 6       | 7   |   |
| 3 |        | Marin Čilić - Ivan Dodig       | 6 | 1  | 3       | 611 |   |
| |        |                                |   |    |         |     |   |
| 4 |        | Andreas Seppi                  | 3 | 3  | 5       |     |   |
| 4 |        | Marin Čilić                    | 6 | 6  | 7       |     |   |
| |        |                                |   |    |         |     |   |
| 5 |        | Fabio Fognini                  | 4 | 6  | 6       | 6   |   |
| 5 |        | Ivan Dodig                     | 6 | 4  | 4       | 4   |   |
| |        |                                |   |    |         |     |   |

| 1 |  | Paolo Lorenzi                  | 1 | 7  | 6 | 3   | 2 |
| 1 |  | Marin Čilić                    | 6 | 6  | 4 | 6   | 6 |
| 2 |  | Andreas Seppi                  | 6 | 62 | 6 | 6   |   |
| 2 |  | Ivan Dodig                     | 2 | 7  | 4 | 4   |   |
| 3 |  | Simone Bolelli - Fabio Fognini | 3 | 6  | 6 | 7   |   |
| 3 |  | Marin Čilić - Ivan Dodig       | 6 | 1  | 3 | 611 |   |
|   |  |                                |   |    |   |     |   |
| 4 |  | Andreas Seppi                  | 3 | 3  | 5 |     |   |
| 4 |  | Marin Čilić                    | 6 | 6  | 7 |     |   |
|   |  |                                |   |    |   |     |   |
| 5 |  | Fabio Fognini                  | 4 | 6  | 6 | 6   |   |
| 5 |  | Ivan Dodig                     | 6 | 4  | 4 | 4   |   |
|   |  |                                |   |    |   |     |   |

| | Belgique | 2                               | - | 3 | Serbie |   |   |
| --- | -------- | ------------------------------- | - | - | ------ | - | - |
| Spiroudome, Charleroi, Belgique |          |                                 |   |   |        |   |   |
| du 1er au 3 février 2013 sur terre battue (int.) |          |                                 |   |   |        |   |   |
| \| 1 \| \| David Goffin \| 6 \| 6 \| 65 \| 4 \| 4 \| \| 1 \| \| Viktor Troicki \| 1 \| 3 \| 7 \| 6 \| 6 \| \| 2 \| \| Olivier Rochus \| 3 \| 2 \| 2 \| \| \| \| 2 \| \| Novak Djokovic \| 6 \| 6 \| 6 \| \| \| \| 3 \| \| Ruben Bemelmans - Steve Darcis \| 4 \| 4 \| 7 \| 4 \| \| \| 3 \| \| Viktor Troicki - Nenad Zimonjić \| 6 \| 6 \| 5 \| 6 \| \| \| \| \| \| \| \| \| \| \| \| 4 \| \| David Goffin \| 6 \| 2 \| 6 \| \| \| \| 4 \| \| Boris Pašanski \| 4 \| 6 \| 2 \| \| \| \| \| \| \| \| \| \| \| \| \| 5 \| \| Steve Darcis \| 6 \| 6 \| \| \| \| \| 5 \| \| Nenad Zimonjić \| 2 \| 4 \| \| \| \| \| \| \| \| \| \| \| \| \| |          |                                 |   |   |        |   |   |
| 1 |          | David Goffin                    | 6 | 6 | 65     | 4 | 4 |
| 1 |          | Viktor Troicki                  | 1 | 3 | 7      | 6 | 6 |
| 2 |          | Olivier Rochus                  | 3 | 2 | 2      |   |   |
| 2 |          | Novak Djokovic                  | 6 | 6 | 6      |   |   |
| 3 |          | Ruben Bemelmans - Steve Darcis  | 4 | 4 | 7      | 4 |   |
| 3 |          | Viktor Troicki - Nenad Zimonjić | 6 | 6 | 5      | 6 |   |
| |          |                                 |   |   |        |   |   |
| 4 |          | David Goffin                    | 6 | 2 | 6      |   |   |
| 4 |          | Boris Pašanski                  | 4 | 6 | 2      |   |   |
| |          |                                 |   |   |        |   |   |
| 5 |          | Steve Darcis                    | 6 | 6 |        |   |   |
| 5 |          | Nenad Zimonjić                  | 2 | 4 |        |   |   |
| |          |                                 |   |   |        |   |   |

| 1 |  | David Goffin                    | 6 | 6 | 65 | 4 | 4 |
| 1 |  | Viktor Troicki                  | 1 | 3 | 7  | 6 | 6 |
| 2 |  | Olivier Rochus                  | 3 | 2 | 2  |   |   |
| 2 |  | Novak Djokovic                  | 6 | 6 | 6  |   |   |
| 3 |  | Ruben Bemelmans - Steve Darcis  | 4 | 4 | 7  | 4 |   |
| 3 |  | Viktor Troicki - Nenad Zimonjić | 6 | 6 | 5  | 6 |   |
|   |  |                                 |   |   |    |   |   |
| 4 |  | David Goffin                    | 6 | 2 | 6  |   |   |
| 4 |  | Boris Pašanski                  | 4 | 6 | 2  |   |   |
|   |  |                                 |   |   |    |   |   |
| 5 |  | Steve Darcis                    | 6 | 6 |    |   |   |
| 5 |  | Nenad Zimonjić                  | 2 | 4 |    |   |   |
|   |  |                                 |   |   |    |   |   |

| | États-Unis | 3                           | - | 2  | Brésil |    |   |
| --- | ---------- | --------------------------- | - | -- | ------ | -- | - |
| Jacksonville Veterans Memorial Arena, Jacksonville, États-Unis |            |                             |   |    |        |    |   |
| du 1er au 3 février 2013 sur dur (int.) |            |                             |   |    |        |    |   |
| \| 1 \| \| Sam Querrey \| 6 \| 6 \| 6 \| \| \| \| 1 \| \| Thomaz Bellucci \| 3 \| 4 \| 4 \| \| \| \| 2 \| \| John Isner \| 6 \| 7 \| 6 \| \| \| \| 2 \| \| Thiago Alves \| 3 \| 64 \| 3 \| \| \| \| 3 \| \| Bob Bryan - Mike Bryan \| 6 \| 7 \| 4 \| 6 \| 3 \| \| 3 \| \| Marcelo Melo - Bruno Soares \| 7 \| 67 \| 6 \| 3 \| 6 \| \| \| \| \| \| \| \| \| \| \| 4 \| \| John Isner \| 6 \| 4 \| 7 \| 4 \| 3 \| \| 4 \| \| Thomaz Bellucci \| 2 \| 6 \| 67 \| 6 \| 6 \| \| \| \| \| \| \| \| \| \| \| 5 \| \| Sam Querrey \| 4 \| 6 \| 6 \| 7 \| \| \| 5 \| \| Thiago Alves \| 6 \| 3 \| 4 \| 63 \| \| \| \| \| \| \| \| \| \| \| |            |                             |   |    |        |    |   |
| 1 |            | Sam Querrey                 | 6 | 6  | 6      |    |   |
| 1 |            | Thomaz Bellucci             | 3 | 4  | 4      |    |   |
| 2 |            | John Isner                  | 6 | 7  | 6      |    |   |
| 2 |            | Thiago Alves                | 3 | 64 | 3      |    |   |
| 3 |            | Bob Bryan - Mike Bryan      | 6 | 7  | 4      | 6  | 3 |
| 3 |            | Marcelo Melo - Bruno Soares | 7 | 67 | 6      | 3  | 6 |
| |            |                             |   |    |        |    |   |
| 4 |            | John Isner                  | 6 | 4  | 7      | 4  | 3 |
| 4 |            | Thomaz Bellucci             | 2 | 6  | 67     | 6  | 6 |
| |            |                             |   |    |        |    |   |
| 5 |            | Sam Querrey                 | 4 | 6  | 6      | 7  |   |
| 5 |            | Thiago Alves                | 6 | 3  | 4      | 63 |   |
| |            |                             |   |    |        |    |   |

| 1 |  | Sam Querrey                 | 6 | 6  | 6  |    |   |
| 1 |  | Thomaz Bellucci             | 3 | 4  | 4  |    |   |
| 2 |  | John Isner                  | 6 | 7  | 6  |    |   |
| 2 |  | Thiago Alves                | 3 | 64 | 3  |    |   |
| 3 |  | Bob Bryan - Mike Bryan      | 6 | 7  | 4  | 6  | 3 |
| 3 |  | Marcelo Melo - Bruno Soares | 7 | 67 | 6  | 3  | 6 |
|   |  |                             |   |    |    |    |   |
| 4 |  | John Isner                  | 6 | 4  | 7  | 4  | 3 |
| 4 |  | Thomaz Bellucci             | 2 | 6  | 67 | 6  | 6 |
|   |  |                             |   |    |    |    |   |
| 5 |  | Sam Querrey                 | 4 | 6  | 6  | 7  |   |
| 5 |  | Thiago Alves                | 6 | 3  | 4  | 63 |   |
|   |  |                             |   |    |    |    |   |

| | France | 5                           | -  | 0  | Israël |   |  |
| --- | ------ | --------------------------- | -- | -- | ------ | - |  |
| Kindarena, Rouen, France |        |                             |    |    |        |   |  |
| du 1er au 3 février 2013 sur dur (int.) |        |                             |    |    |        |   |  |
| \| 1 \| \| Jo-Wilfried Tsonga \| 6 \| 6 \| 4 \| 7 \| \| \| 1 \| \| Amir Weintraub \| 3 \| 3 \| 6 \| 5 \| \| \| 2 \| \| Richard Gasquet \| 6 \| 6 \| 6 \| \| \| \| 2 \| \| Dudi Sela \| 3 \| 2 \| 2 \| \| \| \| 3 \| \| J. Benneteau - M. Llodra \| 7 \| 6 \| 6 \| \| \| \| 3 \| \| Jonathan Erlich - Dudi Sela \| 63 \| 1 \| 0 \| \| \| \| \| \| \| \| \| \| \| \| \| 4 \| \| Michaël Llodra \| 6 \| 7 \| \| \| \| \| 4 \| \| Noam Okun \| 3 \| 65 \| \| \| \| \| \| \| \| \| \| \| \| \| \| 5 \| \| Richard Gasquet \| 6 \| 6 \| \| \| \| \| 5 \| \| Amir Weintraub \| 4 \| 3 \| \| \| \| \| \| \| \| \| \| \| \| \| |        |                             |    |    |        |   |  |
| 1 |        | Jo-Wilfried Tsonga          | 6  | 6  | 4      | 7 |  |
| 1 |        | Amir Weintraub              | 3  | 3  | 6      | 5 |  |
| 2 |        | Richard Gasquet             | 6  | 6  | 6      |   |  |
| 2 |        | Dudi Sela                   | 3  | 2  | 2      |   |  |
| 3 |        | J. Benneteau - M. Llodra    | 7  | 6  | 6      |   |  |
| 3 |        | Jonathan Erlich - Dudi Sela | 63 | 1  | 0      |   |  |
| |        |                             |    |    |        |   |  |
| 4 |        | Michaël Llodra              | 6  | 7  |        |   |  |
| 4 |        | Noam Okun                   | 3  | 65 |        |   |  |
| |        |                             |    |    |        |   |  |
| 5 |        | Richard Gasquet             | 6  | 6  |        |   |  |
| 5 |        | Amir Weintraub              | 4  | 3  |        |   |  |
| |        |                             |    |    |        |   |  |

| 1 |  | Jo-Wilfried Tsonga          | 6  | 6  | 4 | 7 |  |
| 1 |  | Amir Weintraub              | 3  | 3  | 6 | 5 |  |
| 2 |  | Richard Gasquet             | 6  | 6  | 6 |   |  |
| 2 |  | Dudi Sela                   | 3  | 2  | 2 |   |  |
| 3 |  | J. Benneteau - M. Llodra    | 7  | 6  | 6 |   |  |
| 3 |  | Jonathan Erlich - Dudi Sela | 63 | 1  | 0 |   |  |
|   |  |                             |    |    |   |   |  |
| 4 |  | Michaël Llodra              | 6  | 7  |   |   |  |
| 4 |  | Noam Okun                   | 3  | 65 |   |   |  |
|   |  |                             |    |    |   |   |  |
| 5 |  | Richard Gasquet             | 6  | 6  |   |   |  |
| 5 |  | Amir Weintraub              | 4  | 3  |   |   |  |
|   |  |                             |    |    |   |   |  |

| | Argentine | 5                              | -  | 0  | Allemagne |   |       |
| --- | --------- | ------------------------------ | -- | -- | --------- | - | ----- |
| Parque Roca, Buenos Aires, Argentine |           |                                |    |    |           |   |       |
| du 1er au 3 février 2013 sur terre battue (ext.) |           |                                |    |    |           |   |       |
| \| 1 \| \| Carlos Berlocq \| 3 \| 7 \| 2 \| 6 \| 4 \| \| 1 \| \| Philipp Kohlschreiber \| 6 \| 5 \| 6 \| 4 \| 5 ab. \| \| 2 \| \| Juan Mónaco \| 64 \| 6 \| 6 \| 6 \| \| \| 2 \| \| Florian Mayer \| 7 \| 3 \| 3 \| 4 \| \| \| 3 \| \| D. Nalbandian - H. Zeballos \| 6 \| 6 \| 5 \| 6 \| \| \| 3 \| \| Tobias Kamke - Christopher Kas \| 1 \| 4 \| 7 \| 2 \| \| \| \| \| \| \| \| \| \| \| \| 4 \| \| Juan Mónaco \| 6 \| 7 \| \| \| \| \| 4 \| \| Tobias Kamke \| 4 \| 62 \| \| \| \| \| \| \| \| \| \| \| \| \| \| 5 \| \| Carlos Berlocq \| 6 \| 6 \| \| \| \| \| 5 \| \| Christopher Kas \| 2 \| 4 \| \| \| \| \| \| \| \| \| \| \| \| \| |           |                                |    |    |           |   |       |
| 1 |           | Carlos Berlocq                 | 3  | 7  | 2         | 6 | 4     |
| 1 |           | Philipp Kohlschreiber          | 6  | 5  | 6         | 4 | 5 ab. |
| 2 |           | Juan Mónaco                    | 64 | 6  | 6         | 6 |       |
| 2 |           | Florian Mayer                  | 7  | 3  | 3         | 4 |       |
| 3 |           | D. Nalbandian - H. Zeballos    | 6  | 6  | 5         | 6 |       |
| 3 |           | Tobias Kamke - Christopher Kas | 1  | 4  | 7         | 2 |       |
| |           |                                |    |    |           |   |       |
| 4 |           | Juan Mónaco                    | 6  | 7  |           |   |       |
| 4 |           | Tobias Kamke                   | 4  | 62 |           |   |       |
| |           |                                |    |    |           |   |       |
| 5 |           | Carlos Berlocq                 | 6  | 6  |           |   |       |
| 5 |           | Christopher Kas                | 2  | 4  |           |   |       |
| |           |                                |    |    |           |   |       |

| 1 |  | Carlos Berlocq                 | 3  | 7  | 2 | 6 | 4     |
| 1 |  | Philipp Kohlschreiber          | 6  | 5  | 6 | 4 | 5 ab. |
| 2 |  | Juan Mónaco                    | 64 | 6  | 6 | 6 |       |
| 2 |  | Florian Mayer                  | 7  | 3  | 3 | 4 |       |
| 3 |  | D. Nalbandian - H. Zeballos    | 6  | 6  | 5 | 6 |       |
| 3 |  | Tobias Kamke - Christopher Kas | 1  | 4  | 7 | 2 |       |
|   |  |                                |    |    |   |   |       |
| 4 |  | Juan Mónaco                    | 6  | 7  |   |   |       |
| 4 |  | Tobias Kamke                   | 4  | 62 |   |   |       |
|   |  |                                |    |    |   |   |       |
| 5 |  | Carlos Berlocq                 | 6  | 6  |   |   |       |
| 5 |  | Christopher Kas                | 2  | 4  |   |   |       |
|   |  |                                |    |    |   |   |       |

| | Kazakhstan            | 3                              | -   | 1    | Autriche |   |  |
| --- | --------------------- | ------------------------------ | --- | ---- | -------- | - |  |
| National Tennis Centre, Astana, Kazakhstan |                       |                                |     |      |          |   |  |
| du 1er au 3 février 2013 sur terre battue (int.) |                       |                                |     |      |          |   |  |
| \| 1 \| \| Andrey Golubev \| 7 \| 6 \| 7 \| \| \| \| 1 \| \| Andreas Haider-Maurer \| 62 \| 3 \| 65 \| \| \| \| 2 \| \| Evgeny Korolev \| 7 \| 6 \| 6 \| \| \| \| 2 \| \| Jürgen Melzer \| 64 \| 3 \| 2 \| \| \| \| 3 \| \| Andrey Golubev - Yuri Schukin \| 65 \| 3 \| 63 \| \| \| \| 3 \| \| Julian Knowle - Alexander Peya \| 7 \| 6 \| 7 \| \| \| \| \| \| \| \| \| \| \| \| \| 4 \| \| Andrey Golubev \| 4 \| 6 \| 6 \| 6 \| \| \| 4 \| \| Jürgen Melzer \| 6 \| 3 \| 4 \| 2 \| \| \| \| \| \| \| \| \| \| \| \| 5 \| \| Evgeny Korolev \| Non \| joué \| \| \| \| \| 5 \| Andreas Haider-Maurer \| \| \| \| \| \| \| \| \| \| \| \| \| \| \| \| |                       |                                |     |      |          |   |  |
| 1 |                       | Andrey Golubev                 | 7   | 6    | 7        |   |  |
| 1 |                       | Andreas Haider-Maurer          | 62  | 3    | 65       |   |  |
| 2 |                       | Evgeny Korolev                 | 7   | 6    | 6        |   |  |
| 2 |                       | Jürgen Melzer                  | 64  | 3    | 2        |   |  |
| 3 |                       | Andrey Golubev - Yuri Schukin  | 65  | 3    | 63       |   |  |
| 3 |                       | Julian Knowle - Alexander Peya | 7   | 6    | 7        |   |  |
| |                       |                                |     |      |          |   |  |
| 4 |                       | Andrey Golubev                 | 4   | 6    | 6        | 6 |  |
| 4 |                       | Jürgen Melzer                  | 6   | 3    | 4        | 2 |  |
| |                       |                                |     |      |          |   |  |
| 5 |                       | Evgeny Korolev                 | Non | joué |          |   |  |
| 5 | Andreas Haider-Maurer |                                |     |      |          |   |  |
| |                       |                                |     |      |          |   |  |

| 1 |                       | Andrey Golubev                 | 7   | 6    | 7  |   |  |
| 1 |                       | Andreas Haider-Maurer          | 62  | 3    | 65 |   |  |
| 2 |                       | Evgeny Korolev                 | 7   | 6    | 6  |   |  |
| 2 |                       | Jürgen Melzer                  | 64  | 3    | 2  |   |  |
| 3 |                       | Andrey Golubev - Yuri Schukin  | 65  | 3    | 63 |   |  |
| 3 |                       | Julian Knowle - Alexander Peya | 7   | 6    | 7  |   |  |
|   |                       |                                |     |      |    |   |  |
| 4 |                       | Andrey Golubev                 | 4   | 6    | 6  | 6 |  |
| 4 |                       | Jürgen Melzer                  | 6   | 3    | 4  | 2 |  |
|   |                       |                                |     |      |    |   |  |
| 5 |                       | Evgeny Korolev                 | Non | joué |    |   |  |
| 5 | Andreas Haider-Maurer |                                |     |      |    |   |  |
|   |                       |                                |     |      |    |   |  |

| | Suisse | 2                            | - | 3 | Tchéquie |    |    |
| --- | ------ | ---------------------------- | - | - | -------- | -- | -- |
| Palexpo, Genève, Suisse |        |                              |   |   |          |    |    |
| du 1er au 3 février 2013 sur dur (int.) |        |                              |   |   |          |    |    |
| \| 1 \| \| Stanislas Wawrinka \| 6 \| 6 \| 6 \| \| \| \| 1 \| \| Lukáš Rosol \| 4 \| 3 \| 4 \| \| \| \| 2 \| \| Henri Laaksonen \| 3 \| 2 \| 7 \| 1 \| \| \| 2 \| \| Tomáš Berdych \| 6 \| 6 \| 65 \| 6 \| \| \| 3 \| \| M. Chiudinelli - S. Wawrinka \| 4 \| 7 \| 4 \| 7 \| 22 \| \| 3 \| \| Tomáš Berdych - Lukáš Rosol \| 6 \| 5 \| 6 \| 63 \| 24 \| \| \| \| \| \| \| \| \| \| \| 4 \| \| Stanislas Wawrinka \| 3 \| 4 \| 6 \| 65 \| \| \| 4 \| \| Tomáš Berdych \| 6 \| 6 \| 3 \| 7 \| \| \| \| \| \| \| \| \| \| \| \| 5 \| \| Henri Laaksonen \| 0 \| 6 \| 6 \| \| \| \| 5 \| \| Jiří Veselý \| 6 \| 3 \| 1 \| \| \| \| \| \| \| \| \| \| \| \| |        |                              |   |   |          |    |    |
| 1 |        | Stanislas Wawrinka           | 6 | 6 | 6        |    |    |
| 1 |        | Lukáš Rosol                  | 4 | 3 | 4        |    |    |
| 2 |        | Henri Laaksonen              | 3 | 2 | 7        | 1  |    |
| 2 |        | Tomáš Berdych                | 6 | 6 | 65       | 6  |    |
| 3 |        | M. Chiudinelli - S. Wawrinka | 4 | 7 | 4        | 7  | 22 |
| 3 |        | Tomáš Berdych - Lukáš Rosol  | 6 | 5 | 6        | 63 | 24 |
| |        |                              |   |   |          |    |    |
| 4 |        | Stanislas Wawrinka           | 3 | 4 | 6        | 65 |    |
| 4 |        | Tomáš Berdych                | 6 | 6 | 3        | 7  |    |
| |        |                              |   |   |          |    |    |
| 5 |        | Henri Laaksonen              | 0 | 6 | 6        |    |    |
| 5 |        | Jiří Veselý                  | 6 | 3 | 1        |    |    |
| |        |                              |   |   |          |    |    |

| 1 |  | Stanislas Wawrinka           | 6 | 6 | 6  |    |    |
| 1 |  | Lukáš Rosol                  | 4 | 3 | 4  |    |    |
| 2 |  | Henri Laaksonen              | 3 | 2 | 7  | 1  |    |
| 2 |  | Tomáš Berdych                | 6 | 6 | 65 | 6  |    |
| 3 |  | M. Chiudinelli - S. Wawrinka | 4 | 7 | 4  | 7  | 22 |
| 3 |  | Tomáš Berdych - Lukáš Rosol  | 6 | 5 | 6  | 63 | 24 |
|   |  |                              |   |   |    |    |    |
| 4 |  | Stanislas Wawrinka           | 3 | 4 | 6  | 65 |    |
| 4 |  | Tomáš Berdych                | 6 | 6 | 3  | 7  |    |
|   |  |                              |   |   |    |    |    |
| 5 |  | Henri Laaksonen              | 0 | 6 | 6  |    |    |
| 5 |  | Jiří Veselý                  | 6 | 3 | 1  |    |    |
|   |  |                              |   |   |    |    |    |

##### Quarts de finale
| | Canada        | 3                                 | -   | 1    | Italie |   |    |
| --- | ------------- | --------------------------------- | --- | ---- | ------ | - | -- |
| Thunderbird Sports Centre, Vancouver, Canada |               |                                   |     |      |        |   |    |
| du 5 au 7 avril 2013 sur dur (int.) |               |                                   |     |      |        |   |    |
| \| 1 \| \| Vasek Pospisil \| 7 \| 6 \| 4 \| 3 \| 3 \| \| 1 \| \| Andreas Seppi \| 5 \| 4 \| 6 \| 6 \| 6 \| \| 2 \| \| Milos Raonic \| 6 \| 7 \| 7 \| \| \| \| 2 \| \| Fabio Fognini \| 4 \| 64 \| 5 \| \| \| \| 3 \| \| Daniel Nestor - Vasek Pospisil \| 6 \| 6 \| 3 \| 3 \| 15 \| \| 3 \| \| Daniele Bracciali - Fabio Fognini \| 3 \| 4 \| 6 \| 6 \| 13 \| \| \| \| \| \| \| \| \| \| \| 4 \| \| Milos Raonic \| 6 \| 6 \| 3 \| 7 \| \| \| 4 \| \| Andreas Seppi \| 4 \| 4 \| 6 \| 5 \| \| \| \| \| \| \| \| \| \| \| \| 5 \| \| Vasek Pospisil \| Non \| joué \| \| \| \| \| 5 \| Fabio Fognini \| \| \| \| \| \| \| \| \| \| \| \| \| \| \| \| |               |                                   |     |      |        |   |    |
| 1 |               | Vasek Pospisil                    | 7   | 6    | 4      | 3 | 3  |
| 1 |               | Andreas Seppi                     | 5   | 4    | 6      | 6 | 6  |
| 2 |               | Milos Raonic                      | 6   | 7    | 7      |   |    |
| 2 |               | Fabio Fognini                     | 4   | 64   | 5      |   |    |
| 3 |               | Daniel Nestor - Vasek Pospisil    | 6   | 6    | 3      | 3 | 15 |
| 3 |               | Daniele Bracciali - Fabio Fognini | 3   | 4    | 6      | 6 | 13 |
| |               |                                   |     |      |        |   |    |
| 4 |               | Milos Raonic                      | 6   | 6    | 3      | 7 |    |
| 4 |               | Andreas Seppi                     | 4   | 4    | 6      | 5 |    |
| |               |                                   |     |      |        |   |    |
| 5 |               | Vasek Pospisil                    | Non | joué |        |   |    |
| 5 | Fabio Fognini |                                   |     |      |        |   |    |
| |               |                                   |     |      |        |   |    |

| 1 |               | Vasek Pospisil                    | 7   | 6    | 4 | 3 | 3  |
| 1 |               | Andreas Seppi                     | 5   | 4    | 6 | 6 | 6  |
| 2 |               | Milos Raonic                      | 6   | 7    | 7 |   |    |
| 2 |               | Fabio Fognini                     | 4   | 64   | 5 |   |    |
| 3 |               | Daniel Nestor - Vasek Pospisil    | 6   | 6    | 3 | 3 | 15 |
| 3 |               | Daniele Bracciali - Fabio Fognini | 3   | 4    | 6 | 6 | 13 |
|   |               |                                   |     |      |   |   |    |
| 4 |               | Milos Raonic                      | 6   | 6    | 3 | 7 |    |
| 4 |               | Andreas Seppi                     | 4   | 4    | 6 | 5 |    |
|   |               |                                   |     |      |   |   |    |
| 5 |               | Vasek Pospisil                    | Non | joué |   |   |    |
| 5 | Fabio Fognini |                                   |     |      |   |   |    |
|   |               |                                   |     |      |   |   |    |

| | États-Unis     | 1                               | -   | 3    | Serbie |   |    |
| --- | -------------- | ------------------------------- | --- | ---- | ------ | - | -- |
| Taco Bell Arena, Boise, ID, États-Unis |                |                                 |     |      |        |   |    |
| du 5 au 7 avril 2013 sur dur (int.) |                |                                 |     |      |        |   |    |
| \| 1 \| \| John Isner \| 65 \| 2 \| 5 \| \| \| \| 1 \| \| Novak Djokovic \| 7 \| 6 \| 7 \| \| \| \| 2 \| \| Sam Querrey \| 7 \| 3 \| 4 \| 6 \| 6 \| \| 2 \| \| Viktor Troicki \| 61 \| 6 \| 6 \| 1 \| 4 \| \| 3 \| \| Bob Bryan - Mike Bryan \| 65 \| 61 \| 7 \| 6 \| 13 \| \| 3 \| \| Ilija Bozoljac - Nenad Zimonjić \| 7 \| 7 \| 5 \| 4 \| 15 \| \| \| \| \| \| \| \| \| \| \| 4 \| \| Sam Querrey \| 5 \| 7 \| 1 \| 0 \| \| \| 4 \| \| Novak Djokovic \| 7 \| 64 \| 6 \| 6 \| \| \| \| \| \| \| \| \| \| \| \| 5 \| \| John Isner \| Non \| joué \| \| \| \| \| 5 \| Viktor Troicki \| \| \| \| \| \| \| \| \| \| \| \| \| \| \| \| |                |                                 |     |      |        |   |    |
| 1 |                | John Isner                      | 65  | 2    | 5      |   |    |
| 1 |                | Novak Djokovic                  | 7   | 6    | 7      |   |    |
| 2 |                | Sam Querrey                     | 7   | 3    | 4      | 6 | 6  |
| 2 |                | Viktor Troicki                  | 61  | 6    | 6      | 1 | 4  |
| 3 |                | Bob Bryan - Mike Bryan          | 65  | 61   | 7      | 6 | 13 |
| 3 |                | Ilija Bozoljac - Nenad Zimonjić | 7   | 7    | 5      | 4 | 15 |
| |                |                                 |     |      |        |   |    |
| 4 |                | Sam Querrey                     | 5   | 7    | 1      | 0 |    |
| 4 |                | Novak Djokovic                  | 7   | 64   | 6      | 6 |    |
| |                |                                 |     |      |        |   |    |
| 5 |                | John Isner                      | Non | joué |        |   |    |
| 5 | Viktor Troicki |                                 |     |      |        |   |    |
| |                |                                 |     |      |        |   |    |

| 1 |                | John Isner                      | 65  | 2    | 5 |   |    |
| 1 |                | Novak Djokovic                  | 7   | 6    | 7 |   |    |
| 2 |                | Sam Querrey                     | 7   | 3    | 4 | 6 | 6  |
| 2 |                | Viktor Troicki                  | 61  | 6    | 6 | 1 | 4  |
| 3 |                | Bob Bryan - Mike Bryan          | 65  | 61   | 7 | 6 | 13 |
| 3 |                | Ilija Bozoljac - Nenad Zimonjić | 7   | 7    | 5 | 4 | 15 |
|   |                |                                 |     |      |   |   |    |
| 4 |                | Sam Querrey                     | 5   | 7    | 1 | 0 |    |
| 4 |                | Novak Djokovic                  | 7   | 64   | 6 | 6 |    |
|   |                |                                 |     |      |   |   |    |
| 5 |                | John Isner                      | Non | joué |   |   |    |
| 5 | Viktor Troicki |                                 |     |      |   |   |    |
|   |                |                                 |     |      |   |   |    |

| | Argentine | 3                                 | -  | 2  | France |   |   |
| --- | --------- | --------------------------------- | -- | -- | ------ | - | - |
| Parque Roca, Buenos Aires, Argentine |           |                                   |    |    |        |   |   |
| du 5 au 7 avril 2013 sur terre battue (ext.) |           |                                   |    |    |        |   |   |
| \| 1 \| \| Carlos Berlocq \| 6 \| 2 \| 3 \| 7 \| 2 \| \| 1 \| \| Jo-Wilfried Tsonga \| 4 \| 6 \| 6 \| 5 \| 6 \| \| 2 \| \| Juan Mónaco \| 7 \| 6 \| 6 \| \| \| \| 2 \| \| Gilles Simon \| 62 \| 2 \| 4 \| \| \| \| 3 \| \| D. Nalbandian - H. Zeballos \| 3 \| 7 \| 7 \| 6 \| \| \| 3 \| \| Julien Benneteau - Michaël Llodra \| 6 \| 63 \| 5 \| 3 \| \| \| \| \| \| \| \| \| \| \| \| 4 \| \| Juan Mónaco \| 3 \| 3 \| 0 \| \| \| \| 4 \| \| Jo-Wilfried Tsonga \| 6 \| 6 \| 6 \| \| \| \| \| \| \| \| \| \| \| \| \| 5 \| \| Carlos Berlocq \| 6 \| 5 \| 6 \| 6 \| \| \| 5 \| \| Gilles Simon \| 4 \| 7 \| 4 \| 4 \| \| \| \| \| \| \| \| \| \| \| |           |                                   |    |    |        |   |   |
| 1 |           | Carlos Berlocq                    | 6  | 2  | 3      | 7 | 2 |
| 1 |           | Jo-Wilfried Tsonga                | 4  | 6  | 6      | 5 | 6 |
| 2 |           | Juan Mónaco                       | 7  | 6  | 6      |   |   |
| 2 |           | Gilles Simon                      | 62 | 2  | 4      |   |   |
| 3 |           | D. Nalbandian - H. Zeballos       | 3  | 7  | 7      | 6 |   |
| 3 |           | Julien Benneteau - Michaël Llodra | 6  | 63 | 5      | 3 |   |
| |           |                                   |    |    |        |   |   |
| 4 |           | Juan Mónaco                       | 3  | 3  | 0      |   |   |
| 4 |           | Jo-Wilfried Tsonga                | 6  | 6  | 6      |   |   |
| |           |                                   |    |    |        |   |   |
| 5 |           | Carlos Berlocq                    | 6  | 5  | 6      | 6 |   |
| 5 |           | Gilles Simon                      | 4  | 7  | 4      | 4 |   |
| |           |                                   |    |    |        |   |   |

| 1 |  | Carlos Berlocq                    | 6  | 2  | 3 | 7 | 2 |
| 1 |  | Jo-Wilfried Tsonga                | 4  | 6  | 6 | 5 | 6 |
| 2 |  | Juan Mónaco                       | 7  | 6  | 6 |   |   |
| 2 |  | Gilles Simon                      | 62 | 2  | 4 |   |   |
| 3 |  | D. Nalbandian - H. Zeballos       | 3  | 7  | 7 | 6 |   |
| 3 |  | Julien Benneteau - Michaël Llodra | 6  | 63 | 5 | 3 |   |
|   |  |                                   |    |    |   |   |   |
| 4 |  | Juan Mónaco                       | 3  | 3  | 0 |   |   |
| 4 |  | Jo-Wilfried Tsonga                | 6  | 6  | 6 |   |   |
|   |  |                                   |    |    |   |   |   |
| 5 |  | Carlos Berlocq                    | 6  | 5  | 6 | 6 |   |
| 5 |  | Gilles Simon                      | 4  | 7  | 4 | 4 |   |
|   |  |                                   |    |    |   |   |   |

| | Kazakhstan | 1                             | -   | 3    | Tchéquie |   |  |
| --- | ---------- | ----------------------------- | --- | ---- | -------- | - |  |
| National Tennis Centre, Astana, Kazakhstan |            |                               |     |      |          |   |  |
| du 5 au 7 avril 2013 sur terre battue (int.) |            |                               |     |      |          |   |  |
| \| 1 \| \| Mikhail Kukushkin \| 3 \| 2 \| 4 \| \| \| \| 1 \| \| Jan Hájek \| 6 \| 6 \| 6 \| \| \| \| 2 \| \| Andrey Golubev \| 6 \| 4 \| 2 \| 6 \| \| \| 2 \| \| Lukáš Rosol \| 4 \| 6 \| 6 \| 7 \| \| \| 3 \| \| Andrey Golubev - Yuri Schukin \| 7 \| 6 \| 6 \| \| \| \| 3 \| \| Jan Hájek - Radek Štěpánek \| 62 \| 4 \| 3 \| \| \| \| \| \| \| \| \| \| \| \| \| 4 \| \| Evgeny Korolev \| 65 \| 7 \| 65 \| 2 \| \| \| 4 \| \| Lukáš Rosol \| 7 \| 62 \| 7 \| 6 \| \| \| \| \| \| \| \| \| \| \| \| 5 \| \| Andrey Golubev \| Non \| joué \| \| \| \| \| 5 \| Jan Hájek \| \| \| \| \| \| \| \| \| \| \| \| \| \| \| \| |            |                               |     |      |          |   |  |
| 1 |            | Mikhail Kukushkin             | 3   | 2    | 4        |   |  |
| 1 |            | Jan Hájek                     | 6   | 6    | 6        |   |  |
| 2 |            | Andrey Golubev                | 6   | 4    | 2        | 6 |  |
| 2 |            | Lukáš Rosol                   | 4   | 6    | 6        | 7 |  |
| 3 |            | Andrey Golubev - Yuri Schukin | 7   | 6    | 6        |   |  |
| 3 |            | Jan Hájek - Radek Štěpánek    | 62  | 4    | 3        |   |  |
| |            |                               |     |      |          |   |  |
| 4 |            | Evgeny Korolev                | 65  | 7    | 65       | 2 |  |
| 4 |            | Lukáš Rosol                   | 7   | 62   | 7        | 6 |  |
| |            |                               |     |      |          |   |  |
| 5 |            | Andrey Golubev                | Non | joué |          |   |  |
| 5 | Jan Hájek  |                               |     |      |          |   |  |
| |            |                               |     |      |          |   |  |

| 1 |           | Mikhail Kukushkin             | 3   | 2    | 4  |   |  |
| 1 |           | Jan Hájek                     | 6   | 6    | 6  |   |  |
| 2 |           | Andrey Golubev                | 6   | 4    | 2  | 6 |  |
| 2 |           | Lukáš Rosol                   | 4   | 6    | 6  | 7 |  |
| 3 |           | Andrey Golubev - Yuri Schukin | 7   | 6    | 6  |   |  |
| 3 |           | Jan Hájek - Radek Štěpánek    | 62  | 4    | 3  |   |  |
|   |           |                               |     |      |    |   |  |
| 4 |           | Evgeny Korolev                | 65  | 7    | 65 | 2 |  |
| 4 |           | Lukáš Rosol                   | 7   | 62   | 7  | 6 |  |
|   |           |                               |     |      |    |   |  |
| 5 |           | Andrey Golubev                | Non | joué |    |   |  |
| 5 | Jan Hájek |                               |     |      |    |   |  |
|   |           |                               |     |      |    |   |  |

##### Demi-finales
| | Serbie | 3                               | -  | 2 | Canada |    |    |
| --- | ------ | ------------------------------- | -- | - | ------ | -- | -- |
| Kombank Arena, Belgrade, Serbie |        |                                 |    |   |        |    |    |
| du 13 au 15 septembre 2013 sur terre battue (int.) |        |                                 |    |   |        |    |    |
| \| 1 \| \| Novak Djokovic \| 6 \| 6 \| 6 \| \| \| \| 1 \| \| Vasek Pospisil \| 2 \| 0 \| 4 \| \| \| \| 2 \| \| Janko Tipsarević \| 7 \| 3 \| 6 \| 3 \| 8 \| \| 2 \| \| Milos Raonic \| 5 \| 6 \| 3 \| 6 \| 10 \| \| 3 \| \| Ilija Bozoljac - Nenad Zimonjić \| 7 \| 4 \| 6 \| 65 \| 8 \| \| 3 \| \| Daniel Nestor - Vasek Pospisil \| 6 \| 6 \| 3 \| 7 \| 10 \| \| \| \| \| \| \| \| \| \| \| 4 \| \| Novak Djokovic \| 7 \| 6 \| 6 \| \| \| \| 4 \| \| Milos Raonic \| 61 \| 2 \| 2 \| \| \| \| \| \| \| \| \| \| \| \| \| 5 \| \| Janko Tipsarević \| 7 \| 6 \| 7 \| \| \| \| 5 \| \| Vasek Pospisil \| 63 \| 2 \| 6 \| \| \| \| \| \| \| \| \| \| \| \| |        |                                 |    |   |        |    |    |
| 1 |        | Novak Djokovic                  | 6  | 6 | 6      |    |    |
| 1 |        | Vasek Pospisil                  | 2  | 0 | 4      |    |    |
| 2 |        | Janko Tipsarević                | 7  | 3 | 6      | 3  | 8  |
| 2 |        | Milos Raonic                    | 5  | 6 | 3      | 6  | 10 |
| 3 |        | Ilija Bozoljac - Nenad Zimonjić | 7  | 4 | 6      | 65 | 8  |
| 3 |        | Daniel Nestor - Vasek Pospisil  | 6  | 6 | 3      | 7  | 10 |
| |        |                                 |    |   |        |    |    |
| 4 |        | Novak Djokovic                  | 7  | 6 | 6      |    |    |
| 4 |        | Milos Raonic                    | 61 | 2 | 2      |    |    |
| |        |                                 |    |   |        |    |    |
| 5 |        | Janko Tipsarević                | 7  | 6 | 7      |    |    |
| 5 |        | Vasek Pospisil                  | 63 | 2 | 6      |    |    |
| |        |                                 |    |   |        |    |    |

| 1 |  | Novak Djokovic                  | 6  | 6 | 6 |    |    |
| 1 |  | Vasek Pospisil                  | 2  | 0 | 4 |    |    |
| 2 |  | Janko Tipsarević                | 7  | 3 | 6 | 3  | 8  |
| 2 |  | Milos Raonic                    | 5  | 6 | 3 | 6  | 10 |
| 3 |  | Ilija Bozoljac - Nenad Zimonjić | 7  | 4 | 6 | 65 | 8  |
| 3 |  | Daniel Nestor - Vasek Pospisil  | 6  | 6 | 3 | 7  | 10 |
|   |  |                                 |    |   |   |    |    |
| 4 |  | Novak Djokovic                  | 7  | 6 | 6 |    |    |
| 4 |  | Milos Raonic                    | 61 | 2 | 2 |    |    |
|   |  |                                 |    |   |   |    |    |
| 5 |  | Janko Tipsarević                | 7  | 6 | 7 |    |    |
| 5 |  | Vasek Pospisil                  | 63 | 2 | 6 |    |    |
|   |  |                                 |    |   |   |    |    |

| | Tchéquie | 3                                 | -  | 2 | Argentine |   |  |
| --- | -------- | --------------------------------- | -- | - | --------- | - |  |
| O2 Arena, Prague, Tchéquie |          |                                   |    |   |           |   |  |
| du 13 au 15 septembre 2013 sur dur (int.) |          |                                   |    |   |           |   |  |
| \| 1 \| \| Radek Štěpánek \| 7 \| 6 \| 6 \| \| \| \| 1 \| \| Juan Mónaco \| 63 \| 3 \| 2 \| \| \| \| 2 \| \| Tomáš Berdych \| 6 \| 4 \| 6 \| 6 \| \| \| 2 \| \| Leonardo Mayer \| 4 \| 6 \| 3 \| 4 \| \| \| 3 \| \| T. Berdych - R. Štěpánek \| 6 \| 6 \| 6 \| \| \| \| 3 \| \| Carlos Berlocq - Horacio Zeballos \| 3 \| 4 \| 2 \| \| \| \| \| \| \| \| \| \| \| \| \| 4 \| \| Lukáš Rosol \| 6 \| 6 \| 4 \| \| \| \| 4 \| \| Horacio Zeballos \| 4 \| 7 \| 6 \| \| \| \| \| \| \| \| \| \| \| \| \| 5 \| \| Jiří Veselý \| 4 \| 4 \| \| \| \| \| 5 \| \| Leonardo Mayer \| 6 \| 6 \| \| \| \| \| \| \| \| \| \| \| \| \| |          |                                   |    |   |           |   |  |
| 1 |          | Radek Štěpánek                    | 7  | 6 | 6         |   |  |
| 1 |          | Juan Mónaco                       | 63 | 3 | 2         |   |  |
| 2 |          | Tomáš Berdych                     | 6  | 4 | 6         | 6 |  |
| 2 |          | Leonardo Mayer                    | 4  | 6 | 3         | 4 |  |
| 3 |          | T. Berdych - R. Štěpánek          | 6  | 6 | 6         |   |  |
| 3 |          | Carlos Berlocq - Horacio Zeballos | 3  | 4 | 2         |   |  |
| |          |                                   |    |   |           |   |  |
| 4 |          | Lukáš Rosol                       | 6  | 6 | 4         |   |  |
| 4 |          | Horacio Zeballos                  | 4  | 7 | 6         |   |  |
| |          |                                   |    |   |           |   |  |
| 5 |          | Jiří Veselý                       | 4  | 4 |           |   |  |
| 5 |          | Leonardo Mayer                    | 6  | 6 |           |   |  |
| |          |                                   |    |   |           |   |  |

| 1 |  | Radek Štěpánek                    | 7  | 6 | 6 |   |  |
| 1 |  | Juan Mónaco                       | 63 | 3 | 2 |   |  |
| 2 |  | Tomáš Berdych                     | 6  | 4 | 6 | 6 |  |
| 2 |  | Leonardo Mayer                    | 4  | 6 | 3 | 4 |  |
| 3 |  | T. Berdych - R. Štěpánek          | 6  | 6 | 6 |   |  |
| 3 |  | Carlos Berlocq - Horacio Zeballos | 3  | 4 | 2 |   |  |
|   |  |                                   |    |   |   |   |  |
| 4 |  | Lukáš Rosol                       | 6  | 6 | 4 |   |  |
| 4 |  | Horacio Zeballos                  | 4  | 7 | 6 |   |  |
|   |  |                                   |    |   |   |   |  |
| 5 |  | Jiří Veselý                       | 4  | 4 |   |   |  |
| 5 |  | Leonardo Mayer                    | 6  | 6 |   |   |  |
|   |  |                                   |    |   |   |   |  |

##### Finale
La finale de la Coupe Davis 2013 se joue entre la Serbie et la Tchéquie.
| | Serbie | 2                               | - | 3  | Tchéquie |  |  |
| --- | ------ | ------------------------------- | - | -- | -------- |  |  |
| Kombank Arena, Belgrade, Serbie |        |                                 |   |    |          |  |  |
| du 15 au 17 novembre 2013 sur dur (int.) |        |                                 |   |    |          |  |  |
| \| 1 \| \| Novak Djokovic \| 7 \| 6 \| 6 \| \| \| \| 1 \| \| Radek Štěpánek \| 5 \| 1 \| 4 \| \| \| \| 2 \| \| Dušan Lajović \| 3 \| 4 \| 3 \| \| \| \| 2 \| \| Tomáš Berdych \| 6 \| 6 \| 6 \| \| \| \| 3 \| \| Ilija Bozoljac - Nenad Zimonjić \| 2 \| 4 \| 64 \| \| \| \| 3 \| \| T. Berdych - R. Štěpánek \| 6 \| 6 \| 7 \| \| \| \| \| \| \| \| \| \| \| \| \| 4 \| \| Novak Djokovic \| 6 \| 7 \| 6 \| \| \| \| 4 \| \| Tomáš Berdych \| 4 \| 65 \| 2 \| \| \| \| \| \| \| \| \| \| \| \| \| 5 \| \| Dušan Lajović \| 3 \| 1 \| 1 \| \| \| \| 5 \| \| Radek Štěpánek \| 6 \| 6 \| 6 \| \| \| \| \| \| \| \| \| \| \| \| |        |                                 |   |    |          |  |  |
| 1 |        | Novak Djokovic                  | 7 | 6  | 6        |  |  |
| 1 |        | Radek Štěpánek                  | 5 | 1  | 4        |  |  |
| 2 |        | Dušan Lajović                   | 3 | 4  | 3        |  |  |
| 2 |        | Tomáš Berdych                   | 6 | 6  | 6        |  |  |
| 3 |        | Ilija Bozoljac - Nenad Zimonjić | 2 | 4  | 64       |  |  |
| 3 |        | T. Berdych - R. Štěpánek        | 6 | 6  | 7        |  |  |
| |        |                                 |   |    |          |  |  |
| 4 |        | Novak Djokovic                  | 6 | 7  | 6        |  |  |
| 4 |        | Tomáš Berdych                   | 4 | 65 | 2        |  |  |
| |        |                                 |   |    |          |  |  |
| 5 |        | Dušan Lajović                   | 3 | 1  | 1        |  |  |
| 5 |        | Radek Štěpánek                  | 6 | 6  | 6        |  |  |
| |        |                                 |   |    |          |  |  |

### Barrages

#### Résumé
Les barrages voient s'affronter les nations ayant perdu au 1er tour du "Groupe Mondial" (GM) et les vainqueurs des "Groupe I" de façon aléatoire. Les nations victorieuses sont qualifiées pour le groupe mondial 2014. Les nations vaincues participent au "Groupe I" de leur zone géographique. Les barrages se déroulent en même temps que les demi-finales : du 13 au 15 septembre.
| Lieu        | Surface             | Hôtes          | Score | Visiteurs       |
| ----------- | ------------------- | -------------- | ----- | --------------- |
| Madrid*     | terre battue (ext.) | Espagne (GM)   | 5 - 0 | Ukraine         |
| Groningen** | terre battue (int.) | Pays-Bas       | 5 - 0 | Autriche (GM)   |
| Umag        | terre battue (ext.) | Croatie (GM)   | 1 - 4 | Grande-Bretagne |
| Neuchâtel*  | dur (int.)          | Suisse (GM)    | 4 - 1 | Équateur        |
| Ulm         | dur (int.)          | Allemagne (GM) | 4 - 1 | Brésil (GM)     |
| Varsovie*   | terre battue (int.) | Pologne        | 1 - 4 | Australie       |
| Anvers      | terre battue (int.) | Belgique (GM)  | 3 - 2 | Israël (GM)     |
| Tokyo*      | dur (ext.)          | Japon          | 3 - 2 | Colombie        |

* les équipes qui se rencontrent pour la 1re fois dans l'histoire de la compétition tirent au sort la nation qui reçoit.
** Bien que les Pays-Bas et l'Autriche se soient rencontrés en 1928, un tirage au sort détermine la nation qui reçoit.